# باگنکوپ
باگنکوپ (به لاتین: Bagenkop) یک منطقهٔ مسکونی در دانمارک است که در لانگلند واقع شده‌است. باگنکوپ ۴۵۶ نفر جمعیت دارد.